# Mezinárodní hokejbalová federace
Mezinárodní hokejbalová federace (ISBHF, anglicky: International Street and Ball Hockey Federation) je mezinárodní orgán zastřešující hokejbalové národní asociace a organizujicí mezinárodní mistrovství a turnaje. Jejím prezidentem je Elio Pascuzzo z Kanady. ISBHF má sídlo v Praze.
Mezi zakládající členy ISBHF patří i Českomoravský svaz hokejbalu.
ISBHF pořádá tyto mezinárodní turnaje:
- Mistrovství světa v hokejbalu
- Mistrovství světa v hokejbalu do 23 let
- Mistrovství světa v hokejbalu žen do 23 let
- Mistrovství světa v hokejbalu do 18 let
- Mistrovství světa v hokejbalu žen do 18 let
- Mistrovství světa v hokejbalu do 16 let
- Mistrovství světa v hokejbalu žen do 16 let
- Mistrovství světa hráčů Masters - veteránů

## Hall of Fame ISBHF
Hall of Fame vznikla v roce 2010. Je rozdělena do tří skupin Builder, referee, player a coach

### Builder
- Christine Pellerin
- Christoph Curchod
- George Gortsos
- Raymond W. Leclerc
- Tony Iannitto
- Vladimír Hnilička
- Jamie Cooke

### Referee
- Darsh Grewal
- Pavel Piš

### Player
- Alessandra Glista
- Alexandre Burrows
- Christoph Jeannerat
- Daniel Medeiros
- Denny Schlegel
- Gus Kourousis
- James Mentis
- Jaroslav Pavlík
- Kristen Cooze
- Marian Giba
- Martin Beseda
- Martin Kurz
- Martin Lohnický
- Martin Miklík
- Michel Perodeau
- Mojmír Hojer
- Paolo Musto
- Pavel Kormunda
- Pavol Demitra
- Peter Babák
- Peter Figura
- Peter Tóth
- Petr Kaňkovský
- Richard Král
- Robert Kašša
- Robert Koštál
- Robert Marchese
- Sandro Morello
- Stanislav Petrik

### Coach
- Ladislav Grunt
- Leoš Rak

## Members
1. Alžírsko
2. Arménie
3. Rakousko
4. Bahamy
5. Barbados
6. Belgie
7. Bermudy
8. Britské Panenské ostrovy
9. Kajmanské ostrovy
10. Kanada
11. Cayman
12. Čína
13. Česko
14. Falklandy
15. Finsko
16. Francie
17. Německo
18. Spojené království
19. Řecko
20. Haiti
21. Hongkong
22. Maďarsko
23. Indie
24. Itálie
25. Japonsko
26. Keňa
27. Libanon
28. Lucembursko
29. Mexiko
30. Mongolsko
31. Maroko
32. Nový Zéland
33. Pákistán
34. Polsko
35. Portugalsko
36. Singapur
37. Slovensko
38. Španělsko
39. Švýcarsko
40. Thajsko
41. USA